# Th17 lymfocyt
Th17 lymfocyty jsou druhem pomocných T lymfocytů (Th lymfocytů) charakteristickým produkcí interleukinu 17 (IL-17). IL-17 byl poprvé popsán v roce 1995/96 jako prozánětlivý cytokin tvořený T lymfocyty. Buněčný zdroj IL-17 – Th17 lymfocyty – byl objeven o 10 let později v roce 2006. Naivní CD4+ T lymfocyty mohou po stimulaci antigenem diferencovat na několik typů pomocných T lymfocytů. Podtypy pomocných T lymfocytů mají odlišný cytokinový profil a regulují imunitní odpověď proti různým druhům patogenů.
Dříve známé Th1 a Th2 buňky reprezentují dva vzájemně se vylučující diferenciační programy. Th17 lymfocyty byly popsány jako nový druh vyvíjející se nezávisle na Th1 a Th2 transkripčních programech. Na rozdíl od Th1 a Th2 lymfocytů, které se zdají být konečně diferenciovanými buňkami, Th17 mají vyšší míru vývojové plasticity. Th17 během časného vývoje vykazují paralely s indukovanými T regulačními buňkami a za určitých podmínek mohou tvořit IFNγ – cytokin typický pro Th1.

## Vývoj

### Diferenciace z naivních CD4+ T buněk
Vývoj jednotlivých podskupin pomocných T lymfocytů je řízen cytokinovým prostředím vytvořeným během imunitní reakce. Diferenciace na Th17 je indukována kombinací cytokinů TGFβ a IL-6. TGFβ je faktor důležitý pro udržení imunologické tolerance. Kromě role v diferenciaci Th17 je nezbytný také pro vznik protizánětlivých T regulačních buněk. Působení TGFβ na vývoj T lymfocytů je závislé na koncentraci. V nízkých koncentracích a spolu s prozánětlivými cytokiny (IL-6, IL-21) indukuje expresi IL-23R a vede ke vzniku Th17 (v přítomnosti IL-23), ve vysokých koncentracích naopak expresi IL-23R inhibuje a podporuje expresi FoxP3 a diferenciaci na Tregs. Vysoká hladina TGFβ inhibuje vznik Th17 dokonce i v přítomnosti IL-6. Ačkoliv se zdá, že IL-23 je nezbytný pro diferenciaci Th17 buněk in vivo, nemá přímý vliv na naivní CD4+ T buňky. IL-23 je nezbytný pro udržení fenotypu Th17 ale neovlivňuje jejich proliferaci ani přežívání.
IL-6 spolu se signalizací z TCR indukuje v naivních CD4+ T buňkách expresi IL-21. IL-21 působí jako autokrinní faktor a amplifikuje svojí vlastní expresi přes IL-21 receptor (indukovaný stimulací TCR). IL-21 dále vyvolá expresi receptoru pro IL-23. IL-21 spolu s TGFβ může vést ke vzniku Th17 i v nepřítomnosti IL-6.

### Transkripční faktory
Cytokiny působí na vyvíjející se T lymfocyty aktivací proteinů STAT a specifických transkripčních faktorů. Pro vznik Th17 je nezbytný protein STAT3. STAT3 je aktivován signalizací vyvolanou IL-6, IL-21 a IL-23. Signály zprostředkované STAT3 vedou k expresi RORγt (retinoid-related orphan receptor γt) – hlavního transkripčního faktoru Th17 a také inhibují tvorbu T-bet a FoxP3 tzn. transkripčních faktorů Th1 a T regulačních buněk. Kromě RORγt mohou Th17 lymfocyty produkovat i RORα.

## Funkce
Hlavní funkcí Th17 lymfocytů je regulace zánětu a obrana proti některým extracelulárním patogenům. Cytokinové produkty Th17 působí na široké spektrum buněk. Indukují expresi cytokinů, chemokinů, metaloproteináz a antimikrobiálních peptidů. Produkce IL-17 a nábor neutrofilů hraje roli v obraně proti Gramm negativním bakteriím a houbovým infekcím.
Th17 lymfocyty specifické pro vlastní antigeny jsou velmi patogenní a jsou spojovány s autoimunitními onemocněními např. roztroušenou sklerózou a revmatoidní artritidou.

## Produkty
Th17 lymfocyty jsou charakteristické produkcí IL-17A, IL-17F, IL-21 a IL-22.

### IL-17 cytokinová rodina
IL-17 cytokinová rodina má šest členů: IL-17A, IL-17B, IL-17C, IL-17D, IL-17E a IL-17F. IL-17F je z 50% sekvenčně homologický s IL-17A a má podobné účinky. IL-17A a F jsou tvořeny jako dimery včetně velké části A/F heterodimerů.
Kromě CD4+ T buněk může být IL-17A a F produkován také cytotoxickými T buňkami, NKT buňkami, γδ T buňkami a neutrofily. Hlavní funkcí IL-17 A a F je chemoatrakce dalších imunitních buněk indukcí cytokinů a chemokinů. Oba cytokiny mají prozánětlivé účinky a působí na široké spektrum buněk. Indukují tvorbu cytokinů (např. IL-6, IL-8, GM-CSF, G-CSF), chemokinů (CXCL1, CXCL10) a metaloproteináz. IL-17 A a F jsou klíčové pro nábor, aktivaci a migraci neutrofilů.

### IL-22
IL-22 patří do rodiny IL-10 a podílí se na regulaci kožní imunity. Je důležitý i pro regeneraci tkání.